# Leïla Huissoud
Leïla Huissoud (ur. w 1995 roku) – francuska piosenkarka i autorka tekstów.

## Życiorys
Huissoud pochodzi z Charantonnay, w Isère. Studiowała w Strasbourgu, swoją karierę rozpoczęła grając tam na ulicach.
W 2014 roku wzięła udział w programie – "The Voice: La Plus Belle Voix", trzecim sezonie, gdzie zaprezentowała piosenkę Raphaëla Haroche – "Caravane".
W marcu 2017 roku wydała swój pierwszy zbiór piosenek – "L'Ombre", nagranych na żywo wiosną 2016 roku razem z Kévinem Fauchet. 
9 listopada 2018 roku wydała album studyjny – "Auguste" z Thibaudem Sabym (fortepian/perkusja) i Sylvain Pourrat (kontrabas/gitara).
7 marca 2019 roku Huissoud zdobyła "Nagrodę Publiczności" i "Nagrodę Catalyse" za album – "Auguste" i w tym samym roku "nagrodę Coup de Cœur Chanson" od Akademii Charles-Cros oraz nagrodę "Georges Moustaki".
Jej trzeci album – "La Maladresse" ukazał się w 2024 roku.

## Dyskografia
- 2017: ’’L'Ombre’’
- 2018: ’’Auguste’’
- 2024: ’’La Maladresse’’